# Pacha (chicorée)
Pour les articles homonymes, voir Pacha.
Pacha était une société belge de production de chicorée en grains.  Elle est aujourd'hui absorbée par Leroux.  

## Histoire
À Hal (aujourd'hui en Belgique) la plus importante torréfaction de chicorée s'est installée en 1825.  C'est au début du XIXe siècle que la région a découvert l'usage domestique de cette plante médicinale.  Napoléon, pour faire plier économiquement l'Angleterre, décide en 1806 de bloquer ses exportations.  Le sucre et le café disparaissent.  La betterave prend la place du premier, et la chicorée du second.  Ce « café » s'appellera « café des dames », « crème de moka » ou « café des indiens ».  
Plus de dix ans après la fin du blocus napoléonien, la chicorée trouve un prosélyte en la personne de Jean-Louis Van Lier.  À côté de sa petite ferme, qui brasse aussi de la bière, il installe modestement un atelier pour torréfier les racines de chicorées séchées et coupées en tranches.  
La production belge explose pour atteindre, en 1880, 77 millions de kg (ce qui représente une valeur de 13 millions de francs belges), Jean-Louis Van Lier donne une dizaine de noms à ses paquets de chicorée.  

### Naissance du nom PACHA
L'affaire passe à son fils, Jean-Louis Junior.  Il transporte l'usine à Bruxelles.  Une société est créée sous le nom Van Lier Frères.  Les fabricants de chicorée du pays se comptent par centaines.  En 1912, après avoir éliminé l'une après l'autre les marques trop communes, les frères tombent d'accord pour privilégier l'exotisme de l'une d'elles.  Son symbole : un sultan rebondi.  
La chicorée Pacha est née et son succès est immédiat.  
La crise des années 1930 n'entame pas le succès : le café est trop cher et la chicorée fait recette.  

### La chute
La guerre de 1940 signe le début d'une inexorable chute.  
En octobre 1939, les routes d'accès aux villages des campagnes sont bordées de plaques émaillées où le mot Pacha s'inscrit en lettres rouges sur fond blanc.  L'affaire fera grand bruit et la firme sera soupçonnée d'espionnage au profit des Allemands, la fabrique est tenue de cesser toute activité.  
À la libération, la chicorée Pacha tente de se redévelopper en s'exportant au Congo.  Pour survivre, en 1952, Pacha rachète la gloire des chicorées trappistes, Vincart, un des grands concurrents d'avant-guerre.  Et 1958 voit la naissance de la chicorée soluble, suivie du Pachamix, contenant 60 % de café.  Léger répit en 1977 : la crise du café permet une stabilisation du prix de la chicorée.  La production belge est tombée de moitié depuis 1880.  Les fabriques disparaissent et le regroupement final s'opérera autour de Pacha et de son concurrent de Beukelaar.  
Ensemble, ils forment, en 1975, une société anonyme baptisée Chicobel dont Pacha est actionnaire aux deux tiers.  Elle détient encore 90 % du marché national pour un chiffre d'affaires de 460 millions de francs belges.  En 1992, Leroux, géant voisin du Nord de la France, rachète le tout.